# Nonnula frontalis
Nonnula frontalis là một loài chim trong họ Bucconidae.